# Kenderes
Kenderes es una ciudad húngara perteneciente al distrito de Karcag en el condado de Jász-Nagykun-Szolnok, con una población en 2012 de 4647 habitantes.
La ciudad se desarrolló principalmente en los siglos XVI-XVII. Es conocida por ser el lugar de nacimiento de Miklós Horthy, regente del último reino de Hungría.
Se ubica unos 15 km al oeste de la capital distrital Karcag, sobre la carretera 4 que lleva Szolnok.